# New Schoolgirl
《New Schoolgirl》是韓國女子音樂組合After School的首張韓語出道單曲，2009年1月15日由Pledis Entertainment發售。

## 概要
- 《New Schoolgirl》是After School的出道單曲。
- 《AH》為此單曲的主打曲目。

## 收錄内容
1. Play Girlz
2. AH
3. 壞男人（나쁜 놈）
4. AH (Instrumental)